# Sociaaldemocratische Partij (Mexico)
De Sociaaldemocratische Partij (Spaans: Partido Socialdemócrata, PSD) was een linkse politieke partij in Mexico.

## Geschiedenis
De partij was een samenvoeging van vier kleine partijen: Sociaaldemocratie (DS), Mexico Mogelijk, Burgerkracht (FC) en de Partij van het Cardenistisch Front van Nationale Wederopbouw (PFCRN). Ze werd opgericht door Ignacio Irys en Patricia Mercado. Op 14 juli 2005 werd de partij door het Federaal Electoraal Instituut erkend. Mercado werd de eerste voorzitter, maar werd korte tijd later opgevolgd door Alberto Begné Guerra.
De partij heette oorspronkelijk Sociaaldemocratisch en Boerenalternatief (Alternativa Socialdemócrata y Campesina), en bestond uit een sociaaldemocratische vleugel, geleid door Mercado, en een boerenvleugel, geleid door Irys. Tot onvrede van de boerenvleugel werd Mercado tot presidentskandidaat gekozen voor de presidentsverkiezingen, waarna de boerenvleugel uit protest Víctor González Torres, beter bekend als Dr. Simi, als tegenkandidaat aanwees. Deze kandidatuur werd echter niet erkend door het Federaal Electoraal Instituut, zodat Mercado presidentskandidaat bleef. Na de verkiezingen werd Irys op non-actief gesteld waarmee de boerenvleugel feitelijk ophield te bestaan.
Bij de Mexicaanse algemene verkiezingen van 2006 behaalde Mercado haalde 2,70% van de stemmen als presidentskandidate, en won de partij vier zetels in de Kamer van Afgevaardigden. Sindsdien boekte de partij bij regionale verkiezingen echter weinig opvallende uitslagen, en werd de partij geplaagd door interne twisten, waarbij vooral Begné en Mercado tegenover elkaar kwamen te staan.
In 2006 werd de naam van de partij veranderd in Sociaaldemocratisch Alternatief (Alternativa Socialdemócrata), en in 2008 in Sociaaldemocratische partij.
Bij de congresverkiezingen van 2009 haalde de partij minder dan 2% van de stemmen. Zij verloor daarmee haar status als nationale politieke partij. 
Op 11 september 2011 erkende het Electoraal Instituut van de staat Morelos, de PSD als een lokale partij.

## Ideologie
De partij omschreef zichzelf als nieuw links en sociaaldemocratisch, maar was in veel opzichten links-liberaal. Zo was de partij voorstander van het homohuwelijk, schone energie en legalisering van euthanasie, en diende ze in 2007 het wetsvoorstel in waardoor abortus in het Federaal District gelegaliseerd werd. De partij is  feministisch, en had bij de congresverkiezingen in 2006 voor het eerst in Mexico op haar lijst een transgenderkandidaat. Economisch stond de partij een sociale markteconomie voor, oftewel "zoveel markt als mogelijk, zoveel staat als noodzakelijk".
De partij had relatief veel aanhang onder jonge Mexicanen. De partijkleuren waren rood, grijs en wit.

## Presidentskandidaten
- 2006: Patricia Mercado

## Partijvoorzitters
- 2005: Patricia Mercado
- 2005-2008: Alberto Begné Guerra
- 2008-2009: Jorge Díaz Cuervo

PAN · PRI · PVEM · PT · MC · Morena